# Meddle (singel)
Meddle – electropopowa kompozycja autorstwa Victorii Hesketh i Joego Goddarda zrealizowana na pierwszy minialbum angielskiej piosenkarki Little Boots, Arecibo (2008). Utwór znalazł się również na debiutanckim albumie studyjnym wokalistki zatytułowanym Hands (2009). Jako singel wydany został 4 sierpnia 2008 r. w Wielkiej Brytanii. Utwór pojawia się także w grze Dance Central 2.

## Recenzje
Utwór "Meddle" zaskarbił sobie w dużej mierze bardzo pozytywne opinie krytyków muzycznych. W swojej recenzji dla portalu MusicOMH.com John Murphy określił kompozycję mianem "szumnego majstersztyku muzyki elektronicznej". Z generalnie korzystną oceną piosenka spotkała się w recenzji Neila Queena dla pisma The Times.
Wspierające opinie ze strony krytyki nie przełożyły się na sukces utworu. W notowaniu UK Singles Chart "Meddle" dotarło zaledwie do pozycji dziewięćdziesiątej siódmej.

## Listy utworów i formaty singla
CD single

(4Bones; wyd. 4 sierpnia 2008)
1. "Meddle" – 3:16

7-inch single

(4Bones; wyd. 4 sierpnia 2008)
1. "Meddle" – 3:16
2. "Meddle (Toddla T & Ross Orton Remix)" – 3:23

12-inch single

(679L164T; wyd. 8 grudnia 2008)
1. "Stuck on Repeat (Alexander Robotnik Remix)"
2. "Meddle (Joker Remix)"

Inne wersje
1. "Meddle (Ebola Remix)"
2. "Meddle (Baron von Luxxury Technicolor Remix)"
3. "Meddle (Tenorion Piano Version)"

## Pozycje na listach przebojów
| Notowanie (2008) | Najwyższa pozycja |
| ---------------- | ----------------- |
| UK Singles Chart | 97                |